# Beaufort-en-Anjou
Beaufort-en-Anjou község Franciaország Loire mente régiójában, Maine-et-Loire megyében. Új községként 2016. január 1-jén jött létre Beaufort-en-Vallée és Gée község egyesítésével. Lakosainak száma 6893 fő (2022. január 1.).

## Népesség
| Lakosok száma | 7226 | 7211 | 7229 | 7096 | 6994 | 6893 |
|               | 2017 | 2018 | 2019 | 2020 | 2021 | 2022 |